# Aanandaban
Aanandaban – gaun wikas samiti w zachodniej części Nepalu w strefie Lumbini w dystrykcie Rupandehi. Według nepalskiego spisu powszechnego z 2001 roku liczył on 1772 gospodarstw domowych i 9430 mieszkańców (4744 kobiet i 4686 mężczyzn).